# فيروس كورونا البشري 229E
فيروس كورونا 229E (بالإنجليزية: Human coronavirus 229E)‏ هو نوع من مجموعة فيروسات كورونا المُعْدِية التي تصيب البشر والخفافيش (يرمز له بـ HVoC-229E) .محاط بغلاف خارجي (غشاء)، وهو موجب القطبية وله حمض نووي ريبوزي مفرد.
يدخل إلى الخلايا عن طريق الالتحام بمستقبل أنزيم ألانين أمينوبيبتيداز، يعتبر هذا الفيروس (بالإضافة إلى فيروس كورونا OC43) أحد الفيروسات المسؤولة عن نزلات البرد الشائعة التي تصيب الناس في فصل الشتاء والخريف.
ينتمي فيروس كورونا 229E إلى عائلة فيروسات كورونا ألفا وهو فرع من فيروسات "Duvinacovirus" 

## الانتقال والعدوى
ينتقل فيروس كورونا 229E عن طريق العطاس والسعال عند الوقوف على مسافة قريبة من شخص مصاب، أو بالأدوات الملوثة بالفيروس التي أستخدمها أشخاص مرضى.

## العلامات والأعراض
يتسبب فيروس كورونا 229E بمجموعة من أعراض الجهاز التنفسي، تتراوح من نزلات البرد إلى أعراض أكثر حدة مثل الالتهاب الرئوي والتهاب القصيبات . وهو أكثر أنواع فيروسات كورونا الذي غالبا ما يتم تشخيصه مع فيروسات أخرى تصيب الجهاز التنفسي وتحديدا مع الفيروس التنفسي المخلوي البشري (HRSV).